# Artus Gijsels
Artus Gijsels (IJsselstein, 1593 - Lenzen, 8 december 1676), ook wel Aert en Aernout genoemd, was een koopman in dienst van de VOC. Hij werd in 1629 lid van de Raad van Indië, en was van 1631 tot 1634 gouverneur van Ambon. Na zijn VOC-tijd werd hij in 1647 adviseur van Frederik Willem I van Brandenburg, van wie hij in 1651 het landgoed Lenzen kreeg dat hij tot aan zijn dood bestuurde.

## Ambon

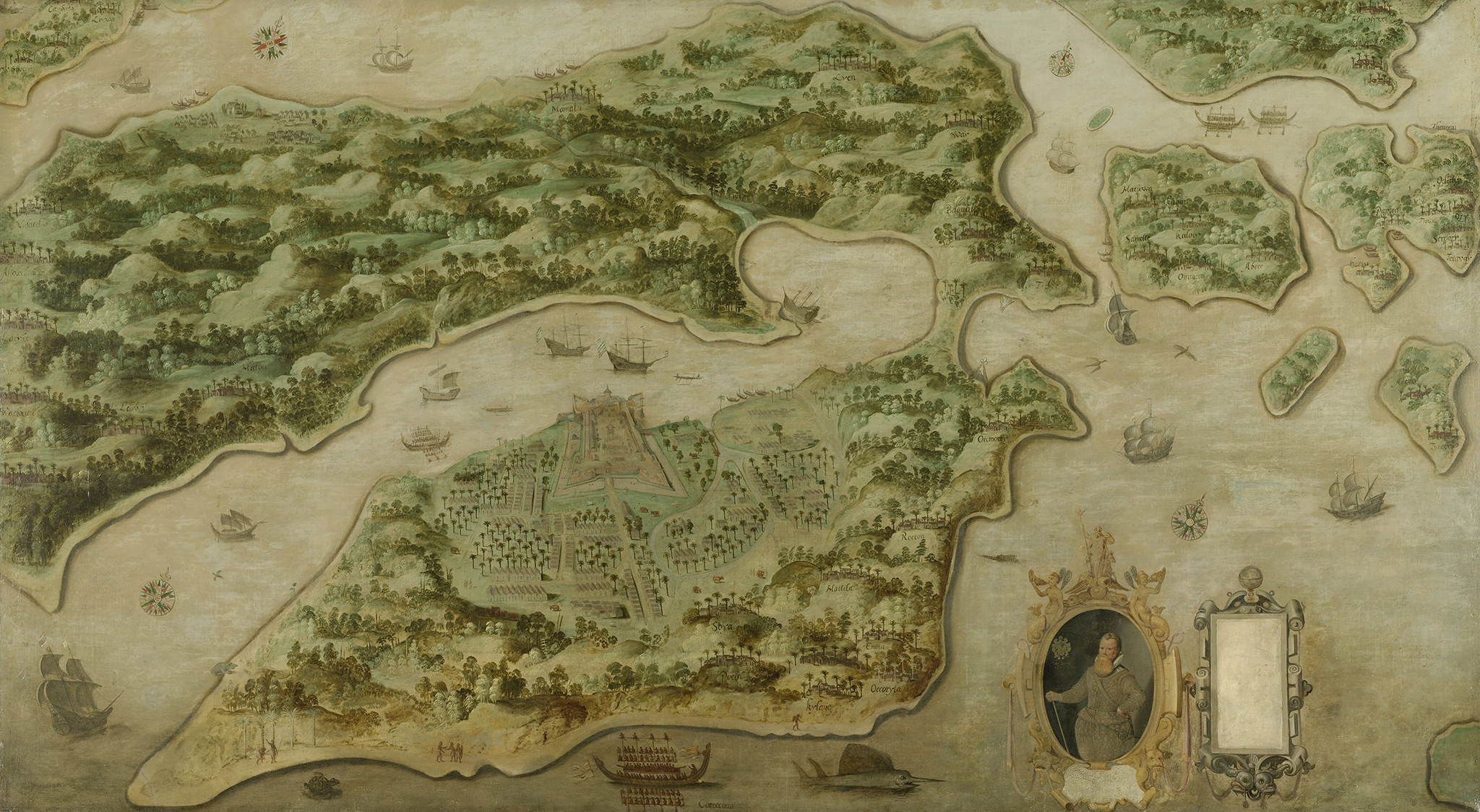
In het midden, op het zuidelijke Leitimor, Kasteel Victoria en de nederzetting er omheen, op vergrote schaal getekend. Aan de zuidkust dorpen, waaronder Kylang en Soya. Het dorp van Kapitan Hitoe is op de noordkust, net onder de kompasroos. Op zee zijn zowel VOC-schepen als inheemse kora-kora's te zien. In de cartouche staat Frederik de Houtman, de eerste gouverneur van Ambon.

Gijsels stamde uit een familie die behoorde tot de lagere adel van Brabant. In de Tachtigjarige Oorlog was zijn vader uitgeweken naar IJsselstein, dat in handen van de opstandelingen was. In 1611 ging hij met de vloot van Laurens Reaal, de latere gouverneur-generaal, naar Indië. Bij aanmonstering was hij al onderkoopman. Hij had de instaprang voor het zogeheten gekwalificeerde personeel, assistent-koopman, overgeslagen, vermoedelijk vanwege connecties. Hij ging vervolgens met Reaal mee naar Kasteel Victoria op het zuidelijke deel van Ambon, Leitimor, en doorliep daar de hogere rangen. In 1615 was hij koopman, in 1617 opperkoopman in de factorij op het noordelijke deel, Hitoe, en een jaar later secunde, ofwel tweede man, onder de gouverneur Herman van Speult. In deze jaren deed de VOC verwoede pogingen om desnoods met geweld een monopolie op de kruidnagelhandel te verwerven. Met kruidnagel, een luxegoed in Europa, viel zonder regulering van het aanbod geen winst te behalen.   

## Kritiek op Coen en het monopoliebeleid

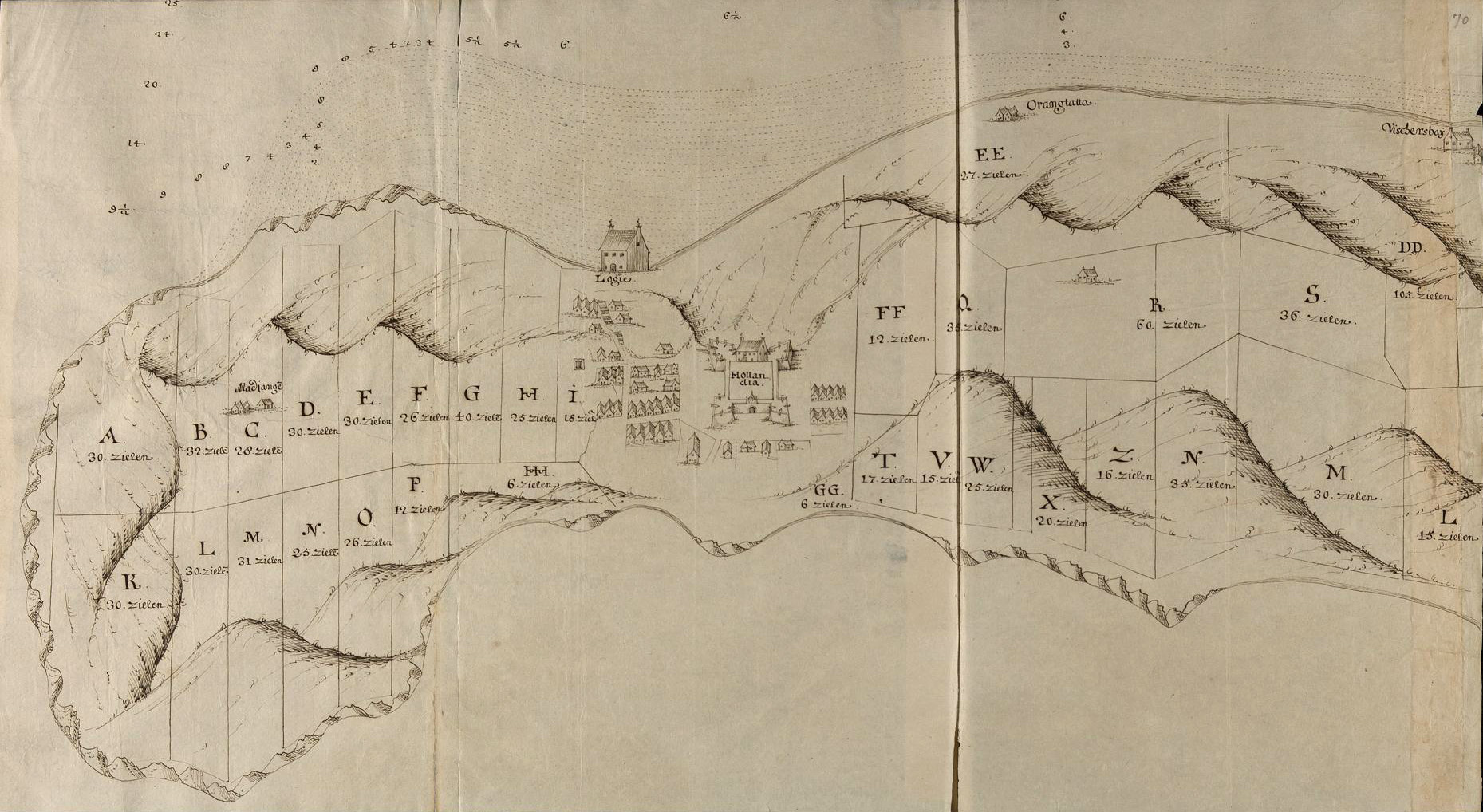
Lontor en Fort Hollandia in het journaal van Artus Gijsels.

Gijsels zelf behoorde echter, net als Reaal, tot het kamp van felle tegenstanders van dit harde monopoliebeleid. In 1620 keerde hij als bevelhebber van drie retourschepen terug naar de Republiek. Hij had onder andere vier zoons van christelijke inheemse hoofden op Ambon bij zich die een theologische opleiding gingen volgen. Aan boord schreef hij enkele rapporten over zijn ervaring op Ambon. Het grondig verhaal van Amboyna is een gedetailleerde beschrijving van Ambon en zijn bewoners. Gijsels' oordeel was gunstig: 'Dit volck soo goetaerdich, dat het de natuer te boven gaat... Omsulcks soo segge ick, dat sij met recht over sommige pointen over ons souden mogen clagen, in plaetse van wij over haer'. Het Verhaal van eenige oorlogen in Indië geeft een overzicht van het beleid van de VOC in Azië, en ook het Rapport van personen, komende uit Oost-Indië is waarschijnlijk van Gijsels' hand. In deze rapporten toont hij zich zeer kritisch over het harde optreden van Jan Pieterszoon Coen, vooral op Banda. ‘Wij moeten weten, dat sij voor de vrijheyt van haer landt gevochten hebben, daer wij so menighe jaren lijff ende goet voor opgestelt hebben’. Het laatste een verwijzing naar de strijd van de Nederlanders tegen Spanje. Ook bekritiseert hij het dwingen van vreemde handelaren om met hun producten naar Batavia te gaan in plaats van naar de Molukken. Dit was een van de maatregelen die genomen werden om de met vorsten afgesloten monopoliecontracten op kruidnagels te handhaven. De VOC was volgens Gijsels niet in staat die producten voor dezelfde prijs en in voldoende hoeveelheid aan Ambon te leveren. Gijsels zat met zijn kritiek op de lijn van Laurens Reaal en Steven van der Hagen, die vlak voor hem naar de Republiek waren vertrokken. Hij beschuldigde Coen van ‘Italiaense trekken’, refererend aan diens leertijd bij een handelshuis in Rome in zijn tienerjaren en aan de adviezen over staatspolitiek in het boek Il Principe van Machiavelli. Niet onvermeld mag blijven dat Gijsels in 1620 van Coen een hoge boete had gekregen toen hij bij terugkomst in Java bij Japara verzuimd had met zijn schepen een aantal jonken uit Mataram te achterhalen. Gijsels zei toen dat hij door een Engelsman was wijsgemaakt dat de oorlog met Mataram voorbij was, en Coen had hem zijn lichtgelovigheid kwalijk genomen.

## Terug in VOC-dienst

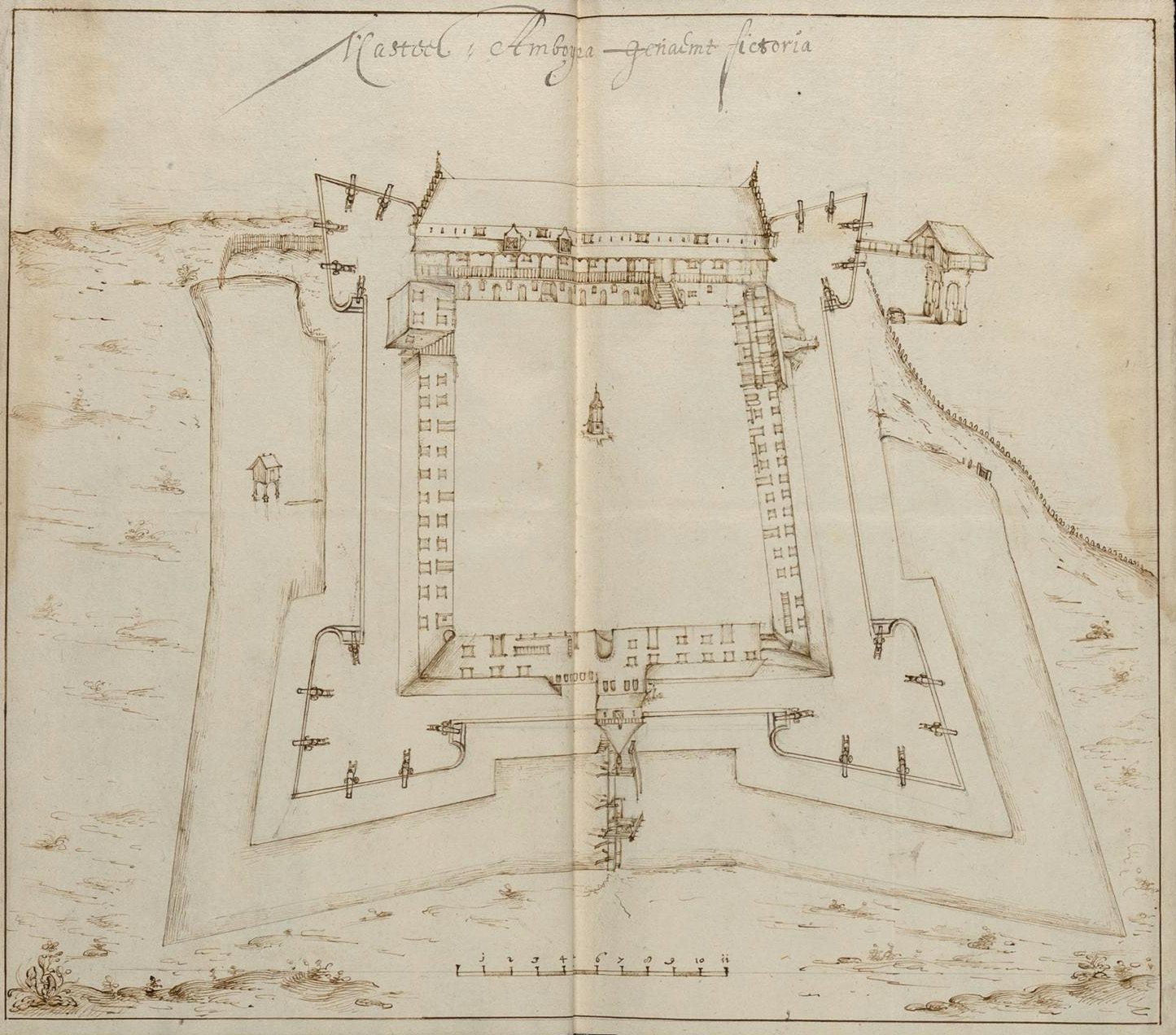
Kasteel Victoria op Ambon.

In 1627 en 1628 schreef Gijsels in opdracht van de Staten-Generaal een eindrekening over de eerste 20 jaar van de VOC in Azië. Het rapport was bestemd voor de aandeelhouders, die ontevreden waren over het gebrek aan inzicht in het beleid van de Heren XVII, de directie van het bedrijf waarin zij hun geld hadden gestoken. Een ook in latere tijden veel voorkomend probleem bij naamloze vennootschappen, waarvan de VOC de eerste in de geschiedenis was.
Gijsels moet dit naar tevredenheid volbracht hebben, want in 1629 werd hij benoemd tot lid van de Raad van Indië en, op zijn eigen verzoek, tot gouverneur van Ambon. Als commandeur van een vloot van zeven schepen vertrok hij in december uit de Republiek. Hij zelf voer op de Deventer. Bij de Canarische Eilanden raakten de schepen door een storm uit elkaar. Verder op de reis begonnen scheurbuik en dorst hun tol te eisen. Met drie schepen, de Deventer, de Hof van Holland en de Middelburg, ondernam Gijsels in juli een poging om bij Cabo Frio aan de kust van Brazilië voedsel en drinkwater in te nemen, maar in plaats daarvan werden vanuit een hinderlaag meer dan honderd bemanningsleden vermoord door Portugezen en Indianen. Hiermee was de tegenslag niet voorbij. Aan boord van de Deventer werd een muiterijcomplot ontdekt van Duitse soldaten die het schip wilden overnemen en uitleveren aan de Spanjaarden. Het complot werd onschadelijk gemaakt. Begin december 1630 kwam Gijsels aan in Batavia. Hij was inmiddels getrouwd, en met zijn vrouw en kinderen nam hij ook twee ongetrouwde nichtjes van zijn vrouw mee voor de huwelijksmarkt in Batavia, alsmede de jonge Ambonezen (een van de vier was inmiddels overleden).

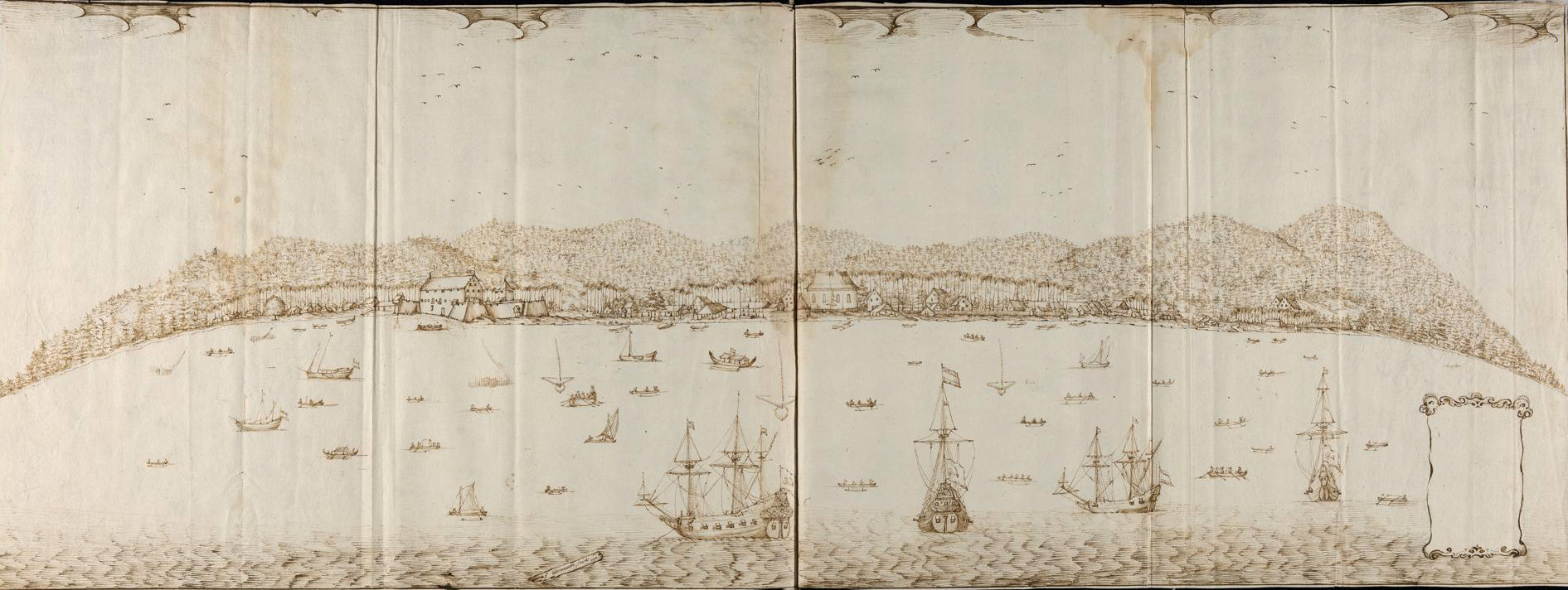
Panorama van Ambon en schepen op de rede.

## Gouverneur van Ambon
Op Ambon nam Gijsels het bestuur over van Philip Lucasz, die hem bijpraatte over de recente ontwikkelingen. Het gewenste kruidnagelmonopolie was nog lang niet gerealiseerd. Een deel van de regio stond onder nominaal gezag van sultan Hamza van Ternate. Met hem had de VOC een monopolieverdrag gesloten, maar zijn lokale vertegenwoordiger, de kimelaha (vaak aangeduid als stadhouder door de Nederlanders) op West-Seram, hield zich daar vaak niet aan. Zijn onderdanen verkochten hun kruidnagel liever aan handelaren uit onder andere Makassar, die er een hogere prijs voor betaalden. Ook op Hitoe groeide de weerstand tegen de VOC nadat de oude kapitein Hitoe, Tepil, al vanaf 1605 een bondgenoot van de VOC, in 1633 was overleden en opgevolgd door zijn zoon Kakiali. Ook van daar vonden kruidnagels hun weg naar Makassar. 
Het keiharde beleid dat Gijsels als gouverneur voerde tegen wat de Nederlanders zagen als kruidnagelsmokkel, staat in schril contrast tot zijn eerdere kritiek op het monopoliestreven. Waar zijn voorganger vooral had gepoogd de Makassaarse schepen op zee te bestrijden, zette Gijsels vol in op het vernietigen van de kruidnagelteelt en de voedselproductie in die gebieden die niet meewerkten aan het VOC-monopolie. Hij deed dit niet alleen met Europese troepen maar ook met de hongi, een vloot bestaande uit inheemse schepen die bemand werden door de lokale bondgenoten van de VOC. Zijn opvolger zou Gijsels' gouverneurschap dan ook schamperend een 'oorlog tegen de bomen' noemen. Op deze tochten hield Gijsels journalen bij met beschrijvingen van plaatsen en inwoners en liet hij tekeningen maken.

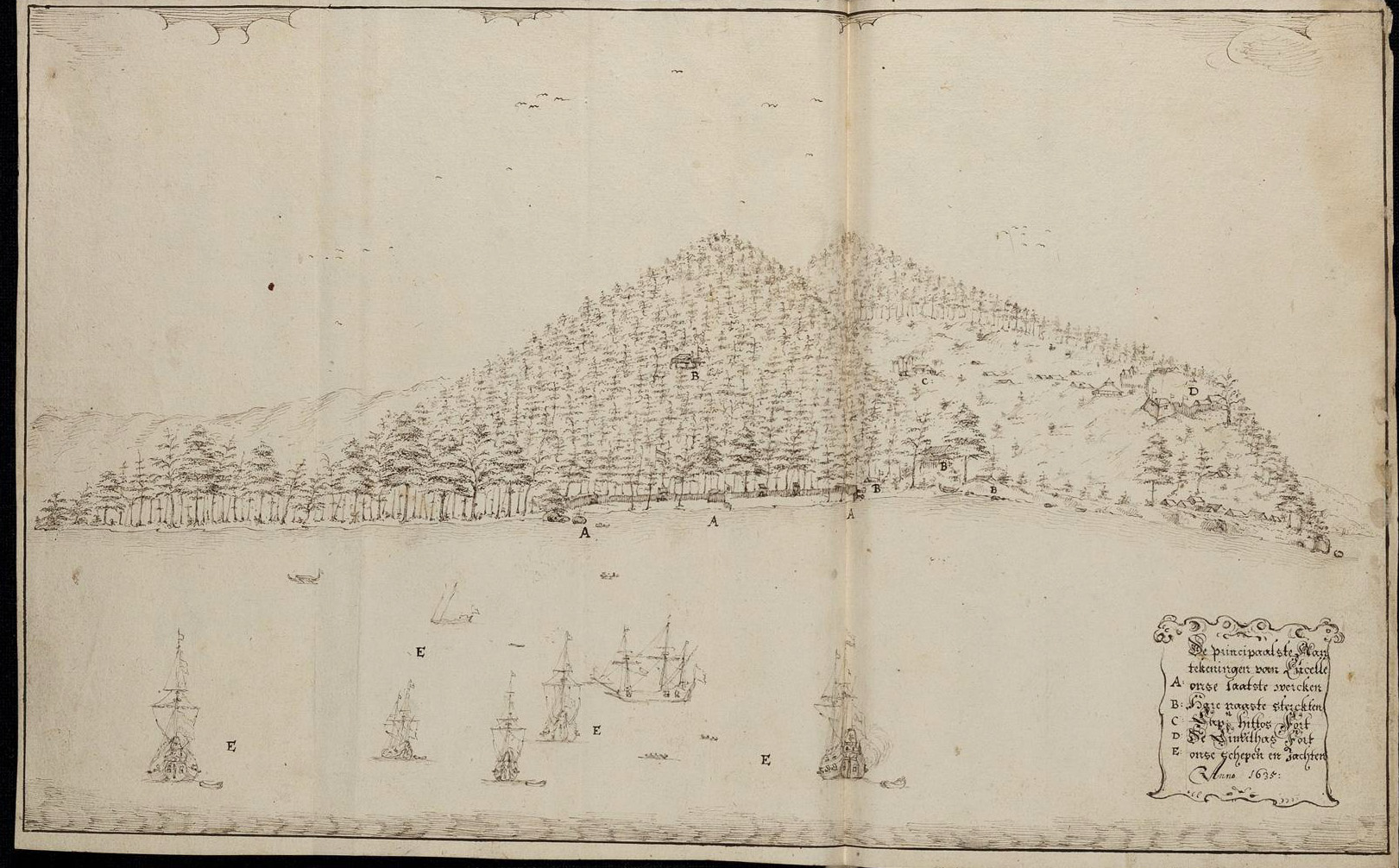
Gijsels' schepen bij het fort van Luciela op Seram in 1635.

In 1634 werd Gijsels door de commissaris op inspectiereis Anthonie van den Heuvel beschuldigd van particuliere handel en moest hij naar Batavia komen. Van den Heuvel liet als nieuwe gouverneur Kakiali en andere hoofden op Ambon gevangen nemen en ontketende daarmee een opstand. Een extra tegenstelling daarbij was die tussen de vanuit Java tot moslims bekeerde Uli-lima's op Hitoe en de door de Portugezen tot christenen bekeerde Uli-siwa's op het door de VOC bestuurde Leitimor. Er werd jarenlang een guerrilla gevoerd vanuit de bergen.
Inmiddels kon Gijsels in Batavia zijn onschuld aantonen en werd hij nu op zijn beurt als commissaris-visitateur naar Ambon gezonden om Van den Heuvel af te zetten. Hij wist de gemoederen op Ambon weer te sussen, hoewel een bevel van de Raad van Indië om Kakiali naar Batavia op te zenden de zaak weer verergerde.
Gijsels deed in 1635 een poging het fort Luciela op West-Seram te veroveren, maar dat mislukte, mede doordat meer dan de helft van de Nederlandse troepen ziek werd. Een grote vloot onder de nieuwe gouverneur-generaal Antonio van Diemen veroverde het fort in januari 1637 alsnog. Kakiali werd op Ambon weer hersteld in zijn gezag als kapitein Hitoe en Van Diemen sloot nieuwe contracten af met de kimelaha. Gijsels was toen weer in Batavia. Hij had zijn dienstverband met een jaar verlengd en hielp Philip Lucasz met het waarnemen van de functie van gouverneur-generaal in Van Diemens afwezigheid.

## De Slag bij Kaap Sint-Vincent

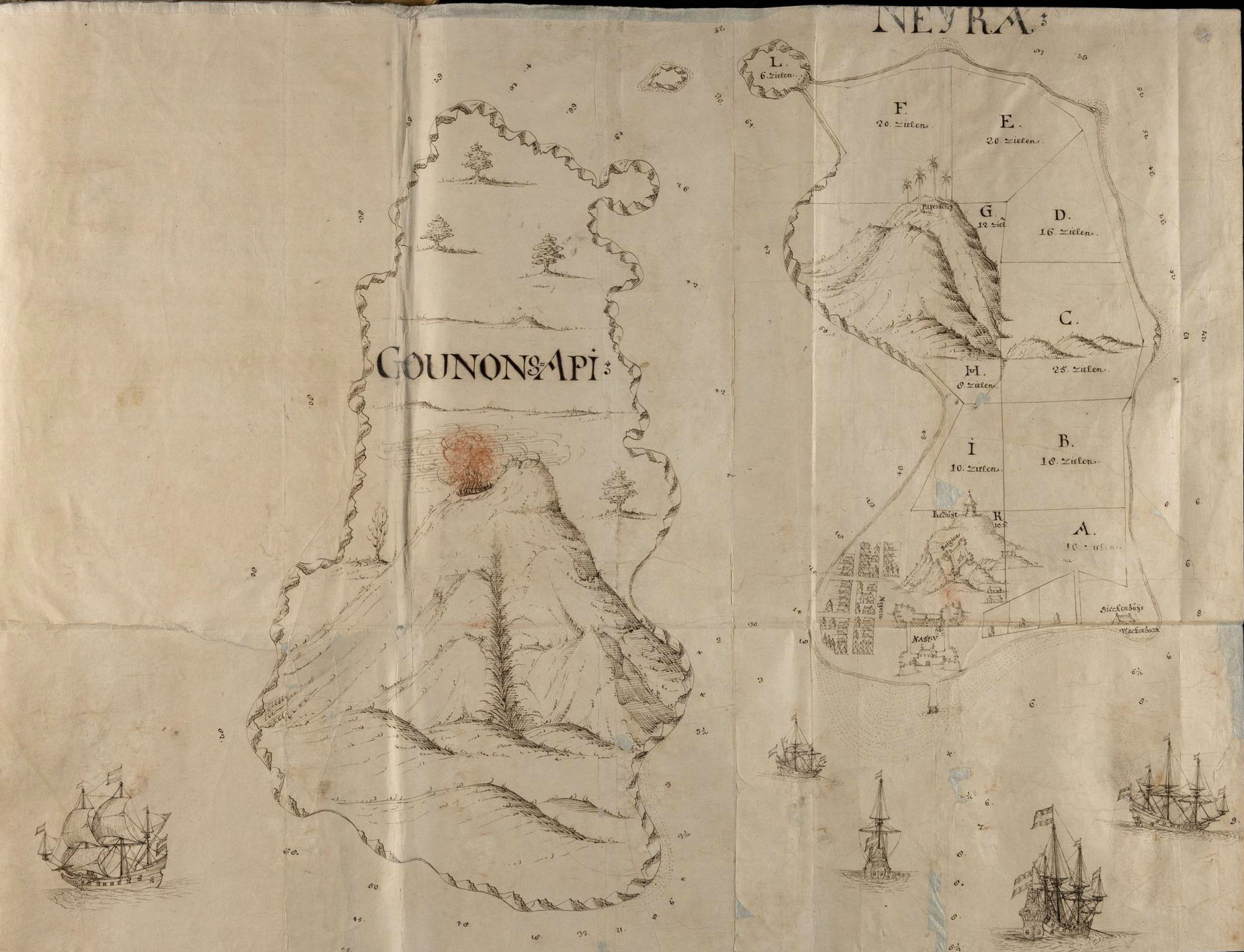
Banda Neira en Gunung Api.

Op 9 december 1637 keerde Gijsels als commandeur van de retourvloot voorgoed terug naar Europa. Hij had veel verdiend, want hij kocht een landgoed in Gelderland om er te wonen. In 1641 ging hij weer naar zee. Hij kreeg van de Staten-Generaal het commando over een vloot van twintig schepen om Portugal bij te staan in de opstand tegen Spanje. Omdat alle oorlogsschepen nodig waren voor de Slag bij Duins tegen de Tweede Spaanse Armada had men de twintig benodigde schepen ingehuurd uit de koopvaardij. Schout-bij-nacht van de vloot was de 34-jarige Michiel de Ruyter, die toen nog voor de rederij van de gebroeders Lampsins voer. De slecht uitgeruste vloot verscheen begin september bij Lissabon. Gijsels, de viceadmiraal Jacob Tolck en De Ruyter werden ontvangen door de koning. Gijsels kreeg van hem een gouden keten met penning. Vanaf 18 september werd op de Atlantische Oceaan gekruist in afwachting van de Spaanse vloot uit Cadiz. De Portugese vloot was nergens te bekennen. In de nacht van 3 op 4 november verscheen de Spaanse vloot, die veel groter bleek te zijn dan de Nederlandse. In de Zeeslag bij Kaap Sint-Vincent op 4 november verloren beide vloten twee schepen en honderden bemanningsleden, waarna de Spaanse vloot terugkeerde naar Cadiz en de Nederlandse vloot weer de Taag opvoer.
In Lissabon werden Gijsels en de zijnen gevraagd om deel te nemen aan de feestelijkheden ter gelegenheid van het sluiten van het vredesverdrag tussen Portugal en de Republiek. Gijsels ergerde zich aan het contrast tussen rijk en arm in Portugal. De huizen van gewone burgers leken meer op ‘varkenskooten dan woonplaetsen van menschen’. Toen bleek dat de Portugese vloot niet bereid was om mee uit te varen om de Spanjaarden te bestrijden besloot Gijsels begin januari 1642 terug te keren naar de Republiek.

## Brandenburg

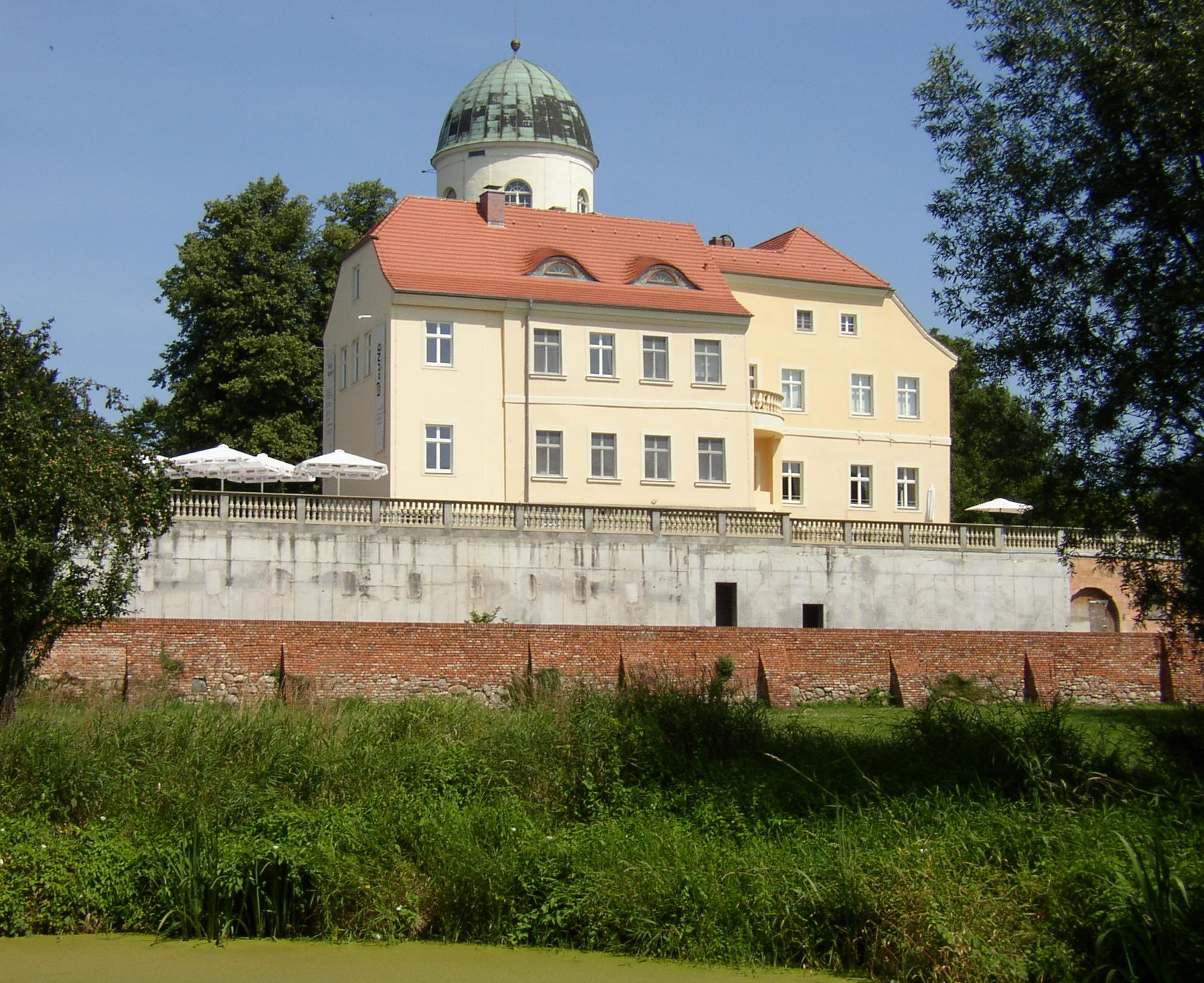
Lenzen Burg.

In 1647 ontmoette Gijsels Frederik Willem I van Brandenburg toen deze op reis was in de Republiek. Hij was in december 1646 getrouwd met Louise Henriëtte van Nassau, de oudste dochter van stadhouder Frederik Hendrik. De Grote Keurvorst nam behalve zijn vrouw veel andere Nederlanders mee terug naar Brandenburg om te helpen het land weer op te bouwen na de verwoestingen van de Dertigjarige Oorlog. Hij vroeg Gijsels om hem te helpen bij het stichten van een Brandenburgse Oost-Indische Compagnie. Gijsels verhuisde toen naar Brandenburg en werd een van de voornaamste adviseurs van de vorst. Hij maakte ontwerpen voor een compagnie en zocht naar mogelijkheden in havens aan de Oostzee. Brandenburg grensde zelf niet aan zee. Overwogen werd onder andere om Tranquebar (aan de Coromandelkust van India) van de Denen te kopen, maar dat ging niet door. Gijsels reisde door Europa om samenwerking te zoeken, met name met Spanje, dat zou kunnen helpen bij het verwerven van een steunpunt in Azië. De protestantse keurvorst was hiervan minder gecharmeerd. Het project leidde uiteindelijk tot niets.

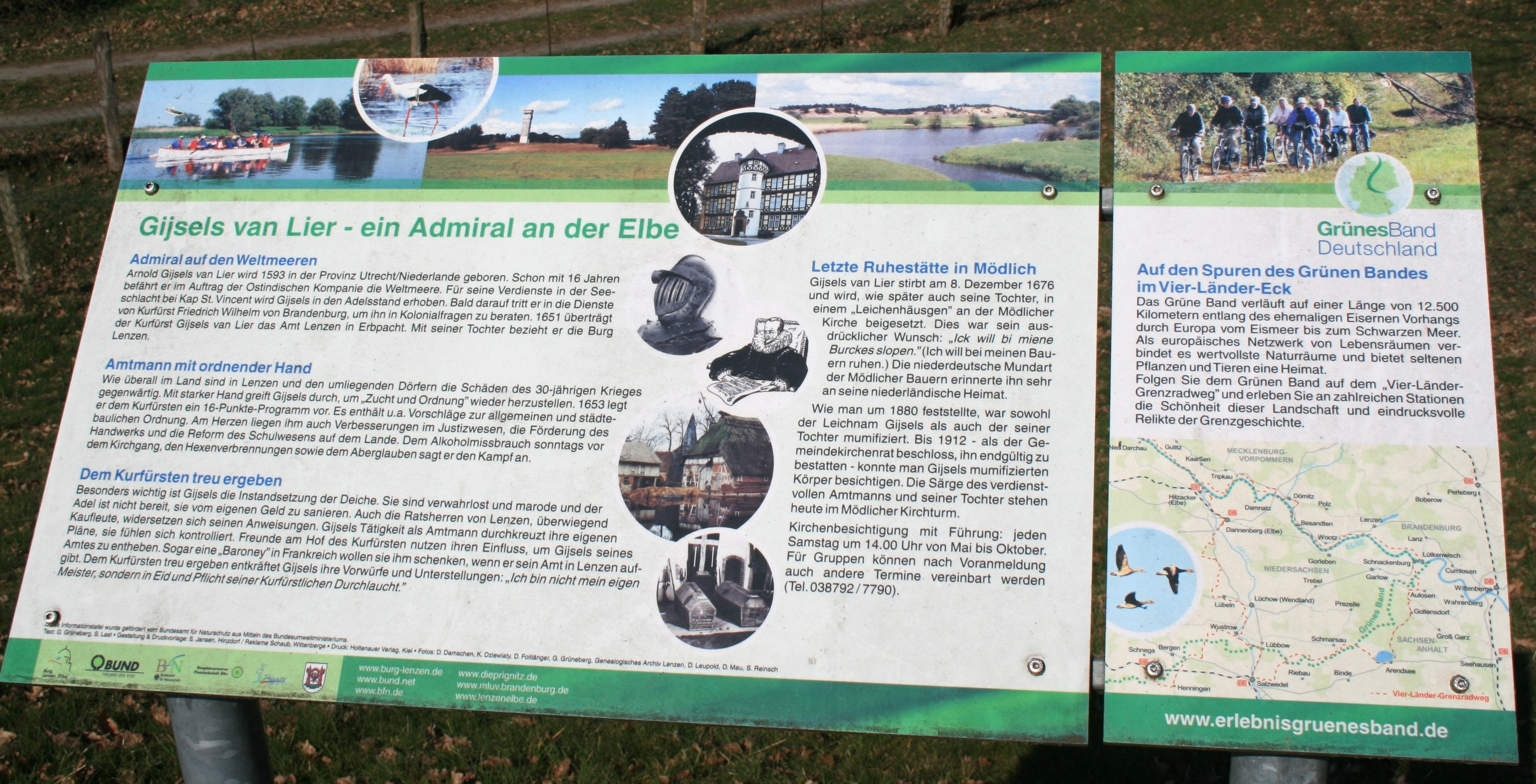
Gijsels van Lier - ein Admiral an der Elbe.

Gijsels kreeg in 1651 het landgoed Lenzen in erfpacht om in zijn levensonderhoud te voorzien. Van toen af maakte hij zich verdienstelijk met het bestuur en de ontwikkeling van Lenzen. Zijn vrouw was inmiddels overleden. Met zijn dochter Clara ging hij in het kasteel van Lenzen wonen. Het dijkenstelsel met onder andere de huidige Elbedijk werd onder zijn bestuur aangelegd met behulp van Nederlandse immigranten.

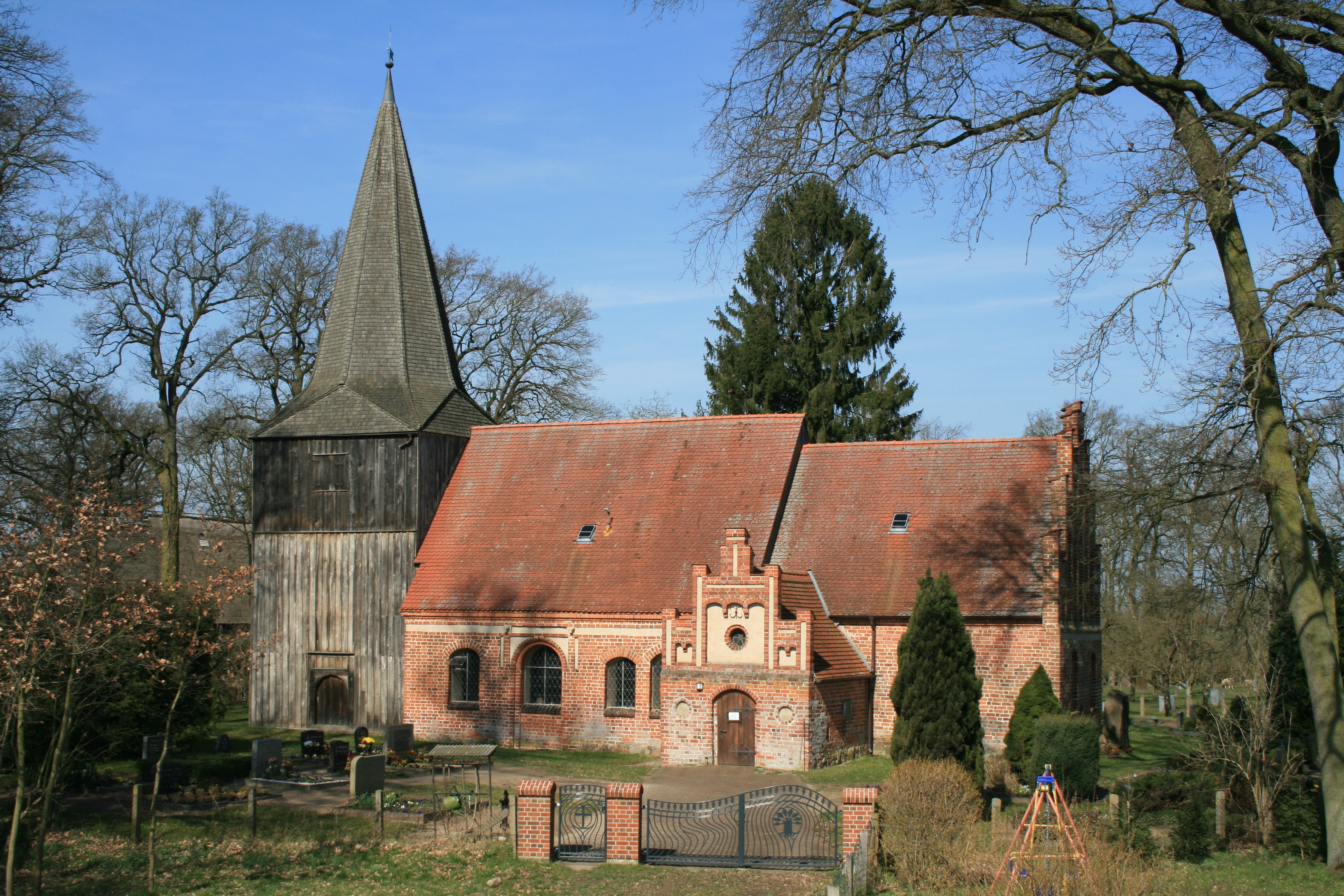
De dorpskerk van Mödlich.

In zijn laatste jaren schreef hij een autobiografie, die helaas niet bewaard is gebleven. Hij stierf op hoge leeftijd op 8 december 1676 in het stadje Lenzen. Hij werd volgens zijn wens begraven bij de kerk van Mödlich, een dorp iets verderop aan de Elbe. Ook Clara werd daar begraven. Gijsels stond in Brandenburg bekend als Arnold Gijsels van Lier, vermoedelijk vanwege het landgoed in Gelderland dat hij had verworven. Zijn en Clara's doodskist staan sinds 1912 in de kerktoren, op naam van Arnold Gysel van Lyr. Gijsels is een bekende historische persoon in Lenzen. De plaatselijke basisschool heet Grundschule Gijsels van Lier. In het kasteel van Lenzen, Burg Lenzen, is het bestuur van Gijsels onderdeel van de tentoonstelling over de stadsgeschiedenis.